# Suzuki (Familienname)
Suzuki (häufigste Schreibung: 鈴木, „Glockenbaum“) ist hinter Satō der zweithäufigste Familienname in Japan. Folgende Personen tragen ihn:
(Anmerkung: In Japan wird üblicherweise der Familienname vorangestellt; dies ist bei Artikeln jedoch nicht einheitlich der Fall.)

## Namensträger

### A
- Aguri Suzuki (* 1960), japanischer Automobilrennfahrer
- Airi Suzuki (* 1989), japanische Violinistin
- Akiko Suzuki (* 1985), japanische Eiskunstläuferin
- Akio Suzuki (Mediziner) (1929–2003), japanischer Chirurg
- Akio Suzuki (Künstler) (* 1941), japanischer Klang- und Installationskünstler
- Suzuki Akira (1764–1834), japanischer Literaturtheoretiker und Sprachforscher, siehe Suzuki Akira (Sprachforscher)
- Suzuki Akira (* 1930), japanischer Chemiker, siehe Akira Suzuki
- Akito Suzuki (* 2003), japanischer Fußballspieler
- Ami Suzuki (* 1982), japanische Sängerin
- Anne Suzuki (* 1987), japanische Schauspielerin
- Aoto Suzuki (* 2001), japanischer Sprinter
- Atsuto Suzuki (* 1946), japanischer Physiker
- Ayaki Suzuki (* 1987), japanischer Fußballspieler
- Ayuko Suzuki (* 1991), japanische Leichtathletin

### B
- Bonjour Suzuki, japanische Sängerin
- Bruno Suzuki (* 1990), japanischer Fußballspieler
- Suzuki Bunji (1885–1946), japanischer Politiker und Sozialreformer

### C
- Suzuki Chikuma (1894–1980), japanischer Maler

### D
- Daichi Suzuki (Schwimmer) (* 1967), japanischer Schwimmer
- Daichi Suzuki (Fußballspieler) (* 2006), japanischer Fußballspieler
- Daisei Suzuki (* 1996), japanischer Fußballspieler
- Daisetsu Teitaro Suzuki (1870–1966), japanischer Autor
- Daisuke Suzuki (* 1990), japanischer Fußballspieler
- Damo Suzuki (1950–2024), japanischer Sänger
- David Suzuki (* 1936), kanadischer Wissenschaftsmoderator und Umweltaktivist

### E
- Suzuki Eiji (1913–1994), japanischer Unternehmer
- Eiji Suzuki (* 1965), japanischer Komponist
- Eikei Suzuki (* 1974), japanischer Politiker
- Suzuki Eitarō (1894–1966), japanischer Soziologe
- Emiko Suzuki (* 1981), japanische Synchronschwimmerin

### F
- Suzuki Fumika (* 1974), japanische Automobilrennfahrerin
- Fumiya Suzuki (Fußballspieler, 1998) (* 1998), japanischer Fußballspieler
- Fumiya Suzuki (Fußballspieler, 2002) (* 2002), japanischer Fußballspieler
- Fuyuko Suzuki (* 1989), japanische Biathletin, siehe Fuyuko Tachizaki

### G
- Guy Suzuki (1925–2012), französischer Kameramann

### H
- Suzuki Harunobu († 1770), japanischer Ukiyo-e-Künstler
- Hayato Suzuki (* 1982), japanischer Fußballspieler
- Hidemi Suzuki (* 1957), japanischer Cellist
- Hideto Suzuki (* 1974), japanischer Fußballspieler
- Hiromasa Suzuki (1940–2001),  japanischer Jazzmusiker und Filmkomponist
- Hiromi Suzuki (* 1968), japanische Langstreckenläuferin
- Hiroshi Suzuki (Musiker) (1933–2020), japanischer Jazz-Posaunist
- Hiroshi Suzuki (Schwimmer) (* 1933), japanischer Schwimmer
- Hiroshi Suzuki (Bobfahrer) (* 1973), japanischer Bobfahrer
- Suzuki Hyakunen (1828–1891), japanischer Maler

### I
- Ichirō Suzuki (Gitarrist) (* 1948), japanischer Gitarrist
- Ichirō Suzuki (Baseballspieler) (* 1973), japanischer Baseballspieler
- Ichirō Suzuki (Fußballspieler) (* 1995), japanischer Fußballspieler
- Isao Suzuki (1933–2022), japanischer Jazzmusiker

### J
- Jun Suzuki (Fußballspieler, 1967) (* 1967), japanischer Fußballspieler und -trainer
- Jun Suzuki (Musiker) (* 1968), japanischer Bassist
- Jun Suzuki (Fußballspieler, 1987) (* 1987), japanischer Fußballspieler
- Jun Suzuki (Fußballspieler, 1989) (* 1989), japanischer Fußballspieler
- Jun Suzuki (Fußballspieler, 1993) (* 1993), japanischer Fußballspieler
- Jun Suzuki (Rennfahrer), japanischer Motorradrennfahrer
- Junji Suzuki (* 1958), japanischer Politiker
- Junko Suzuki, wirklicher Name von Jun Mihara (Mangaka) (1952–1995), japanische Mangaka
- Junko Suzuki, wirklicher Name von Hinako Sugiura (1958–2005), japanische Mangaka
- Junnosuke Suzuki (* 2003), japanischer Fußballspieler
- Jun’ya Suzuki (Fußballspieler, Januar 1996) (* 1996), japanischer Fußballspieler
- Jun’ya Suzuki (Fußballspieler, Mai 1996) (* 1996), japanischer Fußballspieler

### K
- Kaito Suzuki (Fußballspieler, 1999) (* 1999), japanischer Fußballspieler
- Kaito Suzuki (Fußballspieler, 2002) (* 2002), japanischer Fußballspieler
- Kan Suzuki (* 1964), japanischer Politiker
- Kanae Suzuki, Geburtsname von Kanae Meguro (* 1978), japanische Biathletin
- Suzuki Kantarō (1868–1948), japanischer Politiker
- Katsuhiro Suzuki (* 1977), japanischer Fußballspieler
- Katsumi Suzuki (* 1969), japanischer Fußballspieler
- Kazuhiro Suzuki (* 1976), japanischer Fußballspieler
- Suzuki Keiichi (Politiker) (1889–1973), japanischer Politiker
- Keiichi Suzuki (Eisschnellläufer) (1942–2025), japanischer Eisschnellläufer
- Keiichi Suzuki (Rennfahrer) (* 1949), japanischer Autorennfahrer
- Keiichi Suzuki (Musiker) (* 1951), japanischer Musiker und Komponist
- Keiji Suzuki (* 1980), japanischer Judoka
- Keisuke Suzuki (* 1977), japanischer Politiker
- Keita Suzuki (* 1981), japanischer Fußballspieler
- Ken’ichi Suzuki (Leichtathlet) (* 1967), japanischer Marathonläufer
- Ken’ichi Suzuki (Ringer) (* 1969), japanischer Ringer
- Ken’ichi Suzuki (Tischtennisspieler), japanischer Tischtennisspieler
- Ken’ichi Suzuki (Regisseur), japanischer Anime-Regisseur
- Ken’ichi Suzuki (Radsportler) (* 1981), japanischer Radrennfahrer
- Kenji Suzuki (Badminton) (* um 1945), japanischer Badmintonspieler
- Kenji Suzuki (Musiker) (Kenji Jammer Suzuki; * 1964), japanischer Gitarrist
- Kenji Suzuki (Fußballspieler) (* 1986), japanischer Fußballspieler
- Kenshirō Suzuki (* 1996), japanischer Fußballspieler
- Kenta Suzuki (* 1985), japanischer Fußballspieler
- Kentarō Suzuki (* 1980), japanischer Fußballspieler
- Kento Suzuki (* 1994), japanischer Eishockeyspieler
- Kenzō Suzuki (Astronom) (* 1950), japanischer Astronom
- Kenzō Suzuki (Wrestler) (* 1974), japanischer Wrestler
- Suzuki Kiitsu (1796–1858), japanischer Maler
- Kimiko Suzuki (1929–1992), japanische Architektin
- Suzuki Kisaburō (1867–1940), japanischer Beamter
- Kōji Suzuki (* 1957), japanischer Schriftsteller
- Kōji Suzuki (Fußballspieler) (* 1989), japanischer Fußballspieler
- Kōsuke Suzuki (* 1981), japanischer Fußballspieler
- Kōta Suzuki (* 1997), japanischer Fußballspieler
- Kunitomo Suzuki (* 1995), japanischer Fußballspieler
- Kurt Suzuki (* 1983), US-amerikanischer Baseballspieler

### M
- Masaaki Suzuki (Chemiker) (* 1947), japanischer Chemiker
- Masaaki Suzuki (Musiker) (* 1954), japanischer Dirigent, Organist und Cembalist
- Masaki Suzuki (* 1945), japanischer Eisschnellläufer
- Masae Suzuki (* 1957), japanische Fußballtorhüterin
- Masaharu Suzuki (* 1970), japanischer Fußballspieler
- Masahito Suzuki (Fußballspieler) (* 1977), japanischer Fußballspieler
- Masahito Suzuki (Eishockeyspieler) (* 1983), japanischer Eishockeyspieler
- Masakazu Suzuki (* 1955), japanischer Fußballspieler
- Masanori Suzuki (* 1968), japanischer Fußballspieler
- Suzuki Masatsugu (1889–1987), japanischer Bauingenieur
- Suzuki Masaya (1861–1922), japanischer Bauingenieur
- Masaya Suzuki (* 1988), japanischer Fußballspieler
- Masayuki Suzuki (* 1956), japanischer Sänger
- Mebuki Suzuki (* 2001), japanischer Langstreckenläufer
- Suzuki Michio (Unternehmer) (1887–1982), japanischer Industrieller, Gründer von Suzuki
- Suzuki Michio (Mathematiker) (1926–1998), japanischer Mathematiker
- Suzuki Michio (Produzent), japanischer Filmproduzent
- Midori Suzuki (Journalistin) (1941–2006), japanische Journalistin und Medienwissenschaftlerin
- Midori Suzuki (Künstlerin) (* 1947), japanische Künstlerin
- Midori Suzuki (Sängerin), japanische Sängerin (Sopran)
- Suzuki Miekichi (1882–1936), japanischer Kinderbuchautor
- Mikuru Suzuki (* 1982), japanische Dartspielerin
- Suzuki Morihisa (1919–1981), japanischer Künstler und Hochschullehrer
- Morito Suzuki, japanischer Grafikdesigner
- Suzuki Mosaburō (1893–1970), japanischer Journalist und Essayist
- Suzuki Muneo (* 1948), japanischer Politiker
- Musashi Suzuki (* 1994), japanischer Fußballspieler

### N
- Naomichi Suzuki (* 1981), japanischer Politiker
- Narisa Suzuki, japanische Schauspielerin
- Nick Suzuki (* 1999), kanadischer Eishockeyspieler
- Nobutaka Suzuki (* 1983), japanischer Fußballspieler
- Norifumi Suzuki (auch Noribumi Suzuki; 1933–2014), japanischer Filmregisseur und Drehbuchautor
- Norio Suzuki (* 1984), japanischer Fußballspieler

### O
- Osamu Suzuki (* 1930), japanischer Industrieller
- Osamu Suzuki (* 1934), japanischer Kunstkeramiker und Lebender Nationalschatz

### R
- Rafael Suzuki (* 1987), brasilianischer Automobilrennfahrer
- Rina Suzuki (* 1990), japanische Biathletin, siehe Rina Mitsuhashi
- Rira Suzuki (* 1998), japanische Gewichtheberin
- Ryōhei Suzuki (* 1949), japanischer Fußballtrainer
- Ryōta Suzuki (* 1994), japanischer Fußballspieler
- Ryōta Suzuki (Leichtathlet) (* 1999), japanischer Sprinter
- Ryōzō Suzuki (* 1939), japanischer Fußballspieler
- Ryūga Suzuki (* 1994), japanischer Fußballspieler

### S
- Suzuki Saburōsuke (1868–1931), japanischer Unternehmer, Gründer von Ajinomoto
- Suzuki Sachiko (* 1969), japanische Pop-Sängerin
- Sanami Suzuki, japanische Mangaka
- Sarina Suzuki (* 1977), japanische Schauspielerin
- Satomi Suzuki (* 1991), japanische Schwimmerin
- Satoru Suzuki (* 1975), japanischer Fußballspieler
- Seijun Suzuki (1923–2017), japanischer Regisseur
- Seizō Suzuki (1913–2000), japanischer Rosenzüchter
- Severn Cullis-Suzuki (* 1979), kanadische Umweltaktivistin und Autorin
- Shigeo Suzuki, japanischer Jazzmusiker
- Suzuki Shigetane (1812–1863), japanischer Gelehrter
- Shigeyoshi Suzuki (1902–1971), japanischer Fußballspieler und -trainer
- Shingo Suzuki (* 1978), japanischer Fußballspieler
- Suzuki Shin’ichi (1898–1998), japanischer Violinist und Musikpädagoge
- Shin’ichi Suzuki (Regisseur) (* 1933), japanischer Animationsregisseur
- Shinri Suzuki (* 1974), japanischer Radrennfahrer
- Suzuki Shintarō (1895–1989), japanischer Maler
- Shō Suzuki (* 1990), japanischer Skispringer
- Suzuki Shogo (* 1963), japanischer Schauspieler
- Shōhei Suzuki, japanischer Astronom
- Suzuki Shōsan (1579–1655), japanischer Zen-Meister und Moralist
- Shōta Suzuki (Fußballspieler, 1984) (* 1984), japanischer Fußballspieler
- Shōta Suzuki (Fußballspieler, 1993) (* 1993), japanischer Fußballspieler
- Shōta Suzuki (Fußballspieler, 1996) (* 1996), japanischer Fußballspieler
- Shōto Suzuki (* 1992), japanischer Fußballspieler
- Shun Suzuki (* 1974), japanischer Fußballspieler
- Shun’ya Suzuki (* 2000), japanischer Fußballspieler
- Suzuki Shun’ichi (Politiker, 1910) (1910–2010), japanischer Beamter, Staatssekretär, Politiker, Präfekturgouverneur von Tokio
- Shun’ichi Suzuki (Politiker, 1953) (* 1953), japanischer Politiker, Abgeordneter und Minister
- Shunryū Suzuki (1905–1971), japanischer Zen-Meister
- Shūto Suzuki (* 1985), japanischer Fußballspieler
- Suzuki Sujaku (1891–1972), japanischer Maler

### T
- Takaaki Suzuki (* 1981), japanischer Fußballspieler
- Tadashi Suzuki (* 1939), japanischer Theaterschaffender
- Takafumi Suzuki (* 1987), japanischer Fußballspieler
- Takafumi Suzuki (Leichtathlet) (* 1987), japanischer Stabhochspringer
- Takahito Suzuki (* 1975), japanischer Eishockeyspieler
- Takako Suzuki (Leichtathletin) (* 1941), japanische Ultramarathonläuferin
- Takako Suzuki (Politikerin) (* 1986), japanische Politikerin
- Takao Suzuki (* 1976), japanischer Tennisspieler
- Takashi Suzuki (* 1948), japanischer Automobilrennfahrer
- Takayuki Suzuki (Fußballspieler, 1973) (* 1973), japanischer Fußballspieler
- Takayuki Suzuki (* 1976), japanischer Fußballspieler
- Takehito Suzuki (* 1971), japanischer Fußballspieler
- Takekazu Suzuki (* 1956), japanischer Fußballspieler
- Suzuki Takeo (1905–1995), japanischer Jurist
- Tamotsu Suzuki (* 1947), japanischer Fußballspieler und -trainer
- Tatsuki Suzuki (* 1997), japanischer Motorradrennfahrer
- Tatsuo Suzuki (1928–2011), japanischer Karate-Großmeister
- Tatsuya Suzuki (Fußballspieler, 1982) (* 1982), japanischer Fußballspieler
- Tatsuya Suzuki (Fußballspieler, 1993) (* 1993), japanischer Fußballspieler
- Suzuki Teiichi (1888–1989), japanischer Generalleutnant und Politiker, Minister
- Toichi Suzuki (* 2000), japanischer Fußballspieler
- Tokuma Suzuki (* 1997), japanischer Fußballspieler
- Tomoki Suzuki (* 1985), japanischer Fußballspieler
- Tomoki Suzuki (Para-Leichtathlet) (* 1994), japanischer Para-Leichtathlet
- Tomoko Suzuki (* 1982), japanische Fußballspielerin
- Tomoya Suzuki (* 2000), japanischer Fußballspieler
- Tomoyuki Suzuki (* 1985), japanischer Fußballspieler
- Suzuki Torao (1878–1963), japanischer Sinologe
- Tōru Suzuki (* 1987), japanischer Dartspieler
- Suzuki Toshihiko (1894–1993), japanischer Maler
- Toshihiro Suzuki (* 1959), japanischer Unternehmer und seit 2015 Präsident von Suzuki
- Toshio Suzuki (* 1948), japanischer Filmproduzent
- Toshio Suzuki (Rennfahrer) (* 1955), japanischer Automobilrennfahrer
- Tsubasa Suzuki (* 1994), japanischer Fußballspieler
- Tsuneo Suzuki (* 1941), japanischer Politiker

### U
- Suzuki Umetarō (1874–1943), japanischer Chemiker

### W
- Wendy Suzuki, US-amerikanische Neurowissenschaftlerin

### Y
- Yasuhito Suzuki (* 1959), japanischer Fußballtorhüter
- Yasushi Suzuki (* 1962), japanischer Eisschnellläufer
- Suzuki Yasuo (1913–2000), japanischer Fußballnationalspieler
- Yōichirō Suzuki (* um 1952), japanischer Physiker
- Yoshikazu Suzuki (* 1982), japanischer Fußballspieler
- Yoshinori Suzuki (* 1992), japanischer Fußballspieler
- Yoshitake Suzuki (* 1998), japanischer Fußballspieler
- Yoshiyuki Suzuki († 2012), japanischer Gitarrist
- Yosuke Suzuki (* 1975), japanischer Politiker
- Yū Suzuki (* 1958), japanischer Spieleentwickler
- Yuito Suzuki (* 2001), japanischer Fußballspieler
- Yukiharu Suzuki (* um 1940), japanischer Badmintonspieler
- Yūma Suzuki (* 1996), japanischer Fußballspieler
- Yūmi Suzuki (* 1991), japanische Curlerin
- Yumiko Suzuki (Radsportlerin) (* 1960), japanische Radsportlerin
- Yumiko Suzuki (Mangazeichnerin) (* 1960), japanische Mangazeichnerin
- Yumiko Suzuki (Kanutin) (* 1976), japanische Kanutin
- Yūsuke Suzuki (Fußballspieler, 1982) (* 1982), japanischer Fußballspieler
- Yūsuke Suzuki (* 1988), japanischer Geher
- Yūto Suzuki (* 1993), japanischer Fußballspieler

### Z
- Suzuki Zenkō (1911–2004), japanischer Premierminister
- Zion Suzuki (* 2002), japanischer Fußballspieler